# Кіматика
Кіма́тика (з грец. κῦμα «хвиля») — наука, що вивчає видимий звук та вібрацію; підрозділ модальних явищ. Зазвичай, викликається вібрація поверхні пластинки, діафрагми чи мембрани, і області максимального та мінімального зміщень візуально проявляються на тонкому шарі часточок, мастила чи рідини.